# Bankhaus Böcking, Karcher & Cie
Das Bankhaus Böcking, Karcher & Cie in Kaiserslautern wurde gegründet von Kommerzienrat Karl Joseph Karcher (* 1841 Kaiserslautern; † 1899 ebenda) und dem Kaufmann Ludwig (Louis) Böcking, der 1872 eine größere Summe zur Errichtung eines Kindergartens stiftete.
Das Gebäude (ebenso wie Villa Karcher) wurde unter Federführung vom Architekten Josef Durm gebaut.
Am 29. Oktober 1929 wurde es eine Filiale der Deutschen Bank.